# マイク・スミス
マイク・スミス（Mike Smith、1966年8月10日 - ）は、アメリカ合衆国ニューメキシコ州出身の騎手。現在はアメリカ西海岸地区を中心に活動している。1993年、1994年度エクリプス賞最優秀騎手。2003年、アメリカ競馬名誉の殿堂入り。ゼニヤッタの主戦騎手としても知られていた。

## 来歴
1966年、ニューメキシコ州ロズウェルに生まれる。父ジョージも騎手であった。11歳より地元ニューメキシコで騎手として馬に乗り始め、1981年、16歳で正式に騎手免許を取得、翌年にデビューを果たす。のちにニューメキシコから中西部へ、さらに1989年冬にはニューヨーク地区へと騎乗の拠点を移した。その過程で徐々に頭角を現し、1990年にファントムブリーズでマンハッタンハンデキャップを制し、G1競走に初優勝。1991年にはフォースターズオールスターでアイリッシュ2000ギニーに優勝。アメリカを拠点とする騎手として初の欧州クラシック競走制覇を成し遂げた。1992年にはルアーでブリーダーズカップ・マイルを制し、ブリーダーズカップに初騎乗初勝利を収めた。
1993年にはプレイリーバユーでプリークネスステークスを制覇。これが米クラシック三冠競走初優勝となった。この年、全米最多賞金獲得騎手となり、初のエクリプス賞最優秀騎手賞を受賞。1994年にはステークス競走68勝、G1競走20勝の新記録をマーク。2年連続の最多賞金とエクリプス賞を受賞した。さらに全米サラブレッド競馬協会より、優れた人格・スポーツマンシップを備えた騎手を表彰するマイク・ヴァレンズエラ記念騎手賞も贈られた。
2000年からはカリフォルニア州に拠点を移す。この年は年度表彰のタイトルはなかったが、マイク・ヴァレンズエラ記念騎手賞と同様の性格を持つジョージ・ウルフ記念騎手賞を、騎手組合より贈られている。2003年、ジェリー・ベイリーと共に騎手部門でのアメリカ競馬殿堂入りを果たした。
日本ではあまり騎乗する機会がないが、1994年のワールドスーパージョッキーズシリーズで初来日。翌年も同シリーズで来日しているが、両年とも騎乗馬に恵まれず勝ち鞍を挙げることはできなかった。その後、2004年のジャパンカップダートでTotal Impactに騎乗するため4度目の来日。11月27日の東京競馬第2競走でマイネコンテッサに騎乗し、日本での初勝利を挙げた。2010年に15年ぶりにワールドスーパージョッキーズシリーズに出場（13位）。
50代を過ぎてもその腕が衰えることはなく、2017年にはアロゲートでペガサスワールドカップとドバイワールドカップを勝利。翌2018年にはジャスティファイの手綱をとりケンタッキーダービー、プリークネスステークス、ベルモントステークスを勝利し、史上12頭目、また自身初となる米国三冠を達成した。

## 成績
- 通算4000勝以上（2008年度終了時点）

### 主な騎乗馬
※ブリーダーズカップ競走、クラシック競走優勝馬および年度表彰受賞馬以外は、日本語版に記事が存在する馬のみ記載。括弧内はスミス騎乗時の優勝G1競走。
- Fourstars Allstar（1991年アイリッシュ2000ギニー）
- Lure （1992年・1993年ブリーダーズカップ・マイル）
- Holy Bull（1993年フューチュリティステークスなどG1競走を6勝）
- Sky Beauty（1993年ニューヨーク牝馬三冠などG1競走9勝）
- Prairie Bayou（1993年プリークネスステークス）
- Cherokee Run（1994年ブリーダーズカップ・スプリント）
- Tikkanen （1994年ブリーダーズカップ・ターフ）
- Thunder Gulch（1995年フロリダダービー）
- Unbridled's Song （1995年ブリーダーズカップ・ジュヴェナイル、1996年フロリダダービー）
- Awsome Again（1997年クイーンズプレート）
- Ajina（1997年ブリーダーズカップ・ディスタフなどG1競走3勝）
- Skip Away （1997年ブリーダーズカップ・クラシック）
- Came Home（2002年パシフィッククラシックステークス）
- Vindication（2002年ブリーダーズカップ・ジュヴェナイル）
- Azeri （2002年ブリーダーズカップ・ディスタフなどG1競走9勝）
- Giacomo（2005年ケンタッキーダービー）
- Tiago（2007年サンタアニタダービー、グッドウッドハンデキャップ）
- Zenyatta（2009年ブリーダーズカップ・クラシックなどG1競走11勝）
- Stardom Bound（2008年ブリーダーズカップ・ジュヴェナイルフィリーズなどG1競走3勝）
- Drosselmeyer（2010年ベルモントステークス、2011年ブリーダーズカップ・クラシック）
- Amazombie（2011年エンシェントタイトルブリーダーズカップステークス、2011年ブリーダーズカップ・スプリント）
- Palace Malice（2013年ベルモントステークス）
- Shared Belief（2014年パシフィッククラシック、オーサムアゲインステークス、マリブステークス、2015年サンタアニタハンデキャップ）
- Songbird（2015年ブリーダーズカップ・ジュヴェナイルなどG1競走8勝）
- Arrogate（2016年ブリーダーズカップ・クラシック、2016年トラヴァーズステークス、2017年ペガサスワールドカップ、ドバイワールドカップ）
- Drefong（2016年キングスビショップステークス、2017年フォアゴーステークス）
- Mastery（2016年ロスアラミトスフューチュリティ）
- West Coast（2017年トラヴァーズステークス、ペンシルベニアダービー）
- Caledonia Road（2017年ブリーダーズカップ・ジュヴェナイルフィリーズ）
- Midnight Bisou  (2018年サンタアニタオークス、コティリオンステークス、2019年アップルブロッサムハンデキャップ、オグデンフィップスステークス、パーソナルエンスンステークス)
- Justify（2018年米国クラシック3冠）

### 受賞・獲得タイトル
- エクリプス賞最優秀騎手2回（1993年、1994年）
- 全米最多賞金獲得騎手2回（1993年、1994年）
- マイク・ヴァレンズエラ記念騎手賞（1994年）
- ジョージ・ウルフ記念騎手賞（2000年）